# Afrika művészete
Az afrikai művészet az afrikai kontinensen élő különféle etnikai csoportok művészetének és kulturális tevékenységeinek kifejezése. A hatalmas kontinensen nagyon sokféle etnikum és kultúra létezik, mindegyiknek saját hagyományai és jellegzetes művészeti formái vannak. 
Az "afrikai művészet" kifejezés gyakran nem foglalja magában a Földközi-tenger partján fekvő észak-afrikai iszlám országok művészetét, mivel ezek a területek már régóta más kultúrák részei voltak. A hosszú keresztény történettel és hagyománnyal rendelkező Etiópia művészete is különbözik Afrika nagy részének művészetétől.
Megkülönböztethetünk:
- hagyományos (eredeti) afrikai művészetet,
- afrikai új művészetet, amely több évtizede jelent meg és a világ modern művészetének része lett.

## Észak-Afrika
- Egyiptom művészete
- Az iszlám művészete
- Iszlám építészet

## Fekete-Afrika
A kézművesség, az építészet, a zene, a tánc, a sokféle kultikus faragott tárgy, a testdíszítés (frizurák, testdíszek, tetoválások) mind a művészet részei. Fejlett stílusérzéküket mutatják a maszkok, a faszobrok, a terrakottafejek, az arany- és elefántcsontszobrok stb. A természetes anyagokból (többnyire fából) készült szobrászati alkotások az idők során elpusztultak, a legkorábbról ismert szobrok Nyugat-Afrikában a Nok kultúrából származnak.
A tanzániai mai művészet a modern Tingatinga festményekről  és a makonde nép szobrairól ismert. Mint más régiókban, itt is változatos hagyománya van a textilművészetnek.

## Kapcsolódó cikk
- Afrika zenéje
- Afrika kultúrája